# Pseudargyra tarsale
Pseudargyra tarsale är en tvåvingeart som först beskrevs av Van Duzee 1930.  Pseudargyra tarsale ingår i släktet Pseudargyra och familjen styltflugor. Inga underarter finns listade i Catalogue of Life.